# Anthracocentrus arabicus
Anthracocentrus arabicus är en skalbaggsart som först beskrevs av Thomson 1877.  Anthracocentrus arabicus ingår i släktet Anthracocentrus och familjen långhorningar.
Artens utbredningsområde är:
- Djibouti.
- Oman.
- Israel.

Inga underarter finns listade i Catalogue of Life.